# Das Programm
Das Programm ist ein deutscher Fernsehfilm aus dem Jahre 2016 von Regisseur Till Endemann und Drehbuchautor Holger Karsten Schmidt. Er lief am 4. Januar 2016 im Ersten Deutschen Fernsehen. Der Thriller mit Nina Kunzendorf und Benjamin Sadler in den Hauptrollen handelt von einem Bankier, der mit seiner Familie in ein Zeugenschutzprogramm aufgenommen wird, weil er gegen ein wichtiges Mitglied der Unterwelt aussagen soll.

## Handlung
Victor Miro, ein wichtiger Zeuge im Prozess gegen die Hamburger Unterweltgröße Philip Darankow, verliert bei einem Bombenanschlag sein Leben. Dadurch wird Simon Dreher, leitender Angestellter einer Hamburger Privatbank, zum wichtigsten Kronzeugen. Ihm wird Geldwäsche für Philip Darankow vorgeworfen und die LKA-Beamtin Ursula Thern bietet Dreher an, ihn und seine Familie in ein Zeugenschutzprogramm aufzunehmen, was Dreher zunächst ablehnt. Erst als er von einem Heckenschützen angeschossen wird, willigt er ein.
Die Familie muss ihr gewohntes Leben hinter sich lassen und den Kontakt zu Freunden abbrechen. Besonders Drehers Ehefrau Rieke, die mit ihrem Geliebten Rolf schon einen Neuanfang in Portugal geplant hatte, und Tochter Lona, deren Verlobter David ihr kurz zuvor einen Heiratsantrag gemacht hatte, fällt diese Umstellung schwer.
Die Familie bekommt neue Identitäten und eine neue Heimat in Nordtirol. Dreher weist zunächst alle Vorwürfe von sich und beharrt darauf, von den illegalen Geschäften seines Kunden Darankow nichts gewusst zu haben. Thern vermutet jedoch, dass Dreher sich absichtlich hat anschießen lassen. Außerdem meldet sich eine Zeugin, die Dreher zusammen mit Darankow in Liechtenstein gesehen haben will, wo es um die Gründung einer Stiftung zur Geldwäsche ging. Bei einer Gegenüberstellung wird auf die LKA-Beamten und die Zeugen geschossen. Dabei kommen drei Polizisten ums Leben. Dadurch wird klar, dass Darankow vom Aufenthaltsort der Familie weiß. Dreher ist nun bereit, zu kooperieren und auszusagen. Die Familie muss erneut umziehen.
Thern bekommt heraus, dass LKA-Mitarbeiterin Nadja Lenz von Darankow gekauft worden ist und den Auftrag hat, Dreher zu erschießen. Sie tut dies scheinbar auch. Der Mord ist jedoch inszeniert, um Darankow vom Tod Drehers zu überzeugen. Selbst Drehers Familie war nicht eingeweiht, um die Inszenierung absolut glaubwürdig erscheinen zu lassen.
Zum Schluss sieht man die Leiche von Lenz im Wald liegen. Es bleibt unklar, ob sie Selbstmord begangen hat oder ermordet wurde.

## Rezeption

### Einschaltquote
Der ursprünglich als Zweiteiler konzipierte Film wurde bei seiner Erstausstrahlung von durchschnittlich 4,24 Millionen Menschen gesehen, was einem Marktanteil von 13,3 % entsprach. In der werberelevanten Zielgruppe der 14- bis 49-Jährigen wurde er von 7,6 % der Zuschauer verfolgt.

### Kritiken
Joachim Huber hält den Film im Tagesspiegel für ein cleveres und spannendes Krimi-Drama. Er spricht von „Hochspannung und ein(em) Höhepunkt im noch frühen Fiktionsjahr 2016“ sowie von einem großartigen Ensemble. Besonders lobt er die Darstellung von Nina Kunzendorf und Paula Kalenberg. Elmar Krekeler schreibt in der Welt, Das Programm sei „ein klassisches, ein feines Drama“ und erzähle „auf extrem gespannte und tiefenscharfe Weise in allen denkbaren Facetten, so nüchtern wie intensiv.“ Es entwickle sich „ein natürlicher, höchst aufklärender Erzählfluss.“